# Metrarabdotos moniliferum
Espèce
Metrarabdotos moniliferum est une espèce éteinte de bryozoaires appartenant à la famille également éteinte des Metrarabdotosidae.

## Datation
Le genre Metrarabdotos est connu de l'Oligocène jusqu'à la fin du Pléistocène inférieur, c'est-à-dire il y a entre 37,8 et 0,781 Ma (millions d'années).

## Liste des espèces
- † Metrarabdotos canui
- † Metrarabdotos elegans
- † Metrarabdotos moniliferum